# Christian Wunderlich (Schauspieler)
Christian Wunderlich (* 12. Juli 1979 in Köln) ist ein deutscher Schauspieler, Sänger, Songwriter, sowie Kinderbuchautor.

## Leben
Wunderlich war nach den Zwillingen Stephanie und Alexandra das jüngste Kind von Renate und Claus Wunderlich. Wunderlichs Vater starb 1993 an einem Gehirntumor.
Auf eine Stellenanzeige in einer Kölner Zeitung hin bewarb sich Wunderlich 1995 bei der Daily Soap Verbotene Liebe und wurde in der Rolle des Frank Levinsky besetzt. Er entwickelte sich von einer kleinen Nebenrolle schnell zu einem der Hauptdarsteller. Im August 1998 kam Christian Wunderlichs erste Singleauskopplung That’s My Way to Say Goodbye heraus. Es folgten die Singles In Heaven und So in Love. Im Juni 1999 verließ Wunderlich die Daily-Soap Verbotene Liebe.
1999 wurde er mit zwei Bronze-Bravo-Ottos als bester Fernsehschauspieler und Sänger ausgezeichnet. Zudem gewann er 1998 den Popcorn Award als Publikumsliebling.
Wunderlichs Debütalbum Real Good Moments wurde am 6. September 1999 veröffentlicht und konnte sich sowohl in Deutschland als auch in der Schweiz in den Top 20 der Charts platzieren.
Am 11. Januar 2000 wurde die erste Folge der ZDF-Fernsehserie Die Nesthocker – Familie zu verschenken, in der Wunderlich die Rolle des Oliver Brandt spielte, ausgestrahlt. Titelsong der Serie war das von ihm geschriebene Real Good Moments.
Am 27. November 2000 veröffentlichte Wunderlich sein zweites Album Reflections, das aber nicht an den vorherigen Erfolg anknüpfen konnte.
Nach zwei Staffeln stieg er bei Die Nesthocker aus, um mit der irischen Band Westlife auf Asientour zu gehen. Danach zog er sich zeitweilig aus der Öffentlichkeit zurück. Erst 2006 wurde man wieder auf ihn aufmerksam, als er in der Telenovela Schmetterlinge im Bauch die Rolle des humorvollen, leicht unbeholfenen Fluglotsen Jochen „Klemmi“ Klemm spielte.
Im Herbst 2009 verkündete Christian Wunderlich auf seiner Website sein Comeback als Sänger. Am 19. März 2010 erschien seine neue Single Gelacht, um nicht zu weinen, eine Auskopplung aus dem Album Zwischen den Zeilen. Zwischenzeitlich arbeitete er als Redakteur der Call-in-Sendung Domian.
2016 feierte Christian Wunderlich ein Comeback mit dem ZDF-Film Lizenz zum Seitensprung.
2023 erschien sein erstes Kinderbuch Dachs Naseweiß Phantastische Geschichten aus dem Wunderlichen Wald. Band zwei erscheint im Jahr darauf.

## Diskografie

### Studioalben
| Jahr | Titel               | Höchstplatzierung, Gesamtwochen, AuszeichnungChartplatzierungen (Jahr, Titel, Platzierungen, Wochen, Auszeichnungen, Anmerkungen) | Höchstplatzierung, Gesamtwochen, AuszeichnungChartplatzierungen (Jahr, Titel, Platzierungen, Wochen, Auszeichnungen, Anmerkungen) | Anmerkungen                             |
| Jahr | Titel               | DE | CH | Anmerkungen                             |
| ---- | ------------------- | --- | --- | --------------------------------------- |
| 1999 | Real Good Moments   | DE20 (6 Wo.)DE | CH11 (9 Wo.)CH | Erstveröffentlichung: 6. September 1999 |
| 2000 | Reflections         | — | — | Erstveröffentlichung: 27. November 2000 |
| 2010 | Zwischen den Zeilen | — | — | Erstveröffentlichung: 20. August 2010   |

### Singles
| Jahr | Titel Album                                    | Höchstplatzierung, Gesamtwochen, AuszeichnungChartplatzierungen (Jahr, Titel, Album, Platzierungen, Wochen, Auszeichnungen, Anmerkungen) | Höchstplatzierung, Gesamtwochen, AuszeichnungChartplatzierungen (Jahr, Titel, Album, Platzierungen, Wochen, Auszeichnungen, Anmerkungen) | Höchstplatzierung, Gesamtwochen, AuszeichnungChartplatzierungen (Jahr, Titel, Album, Platzierungen, Wochen, Auszeichnungen, Anmerkungen) | Anmerkungen                                            |
| Jahr | Titel Album                                    | DE | AT | CH | Anmerkungen                                            |
| ---- | ---------------------------------------------- | --- | --- | --- | ------------------------------------------------------ |
| 1998 | That’s My Way To Say Goodbye Real Good Moments | DE12 (15 Wo.)DE | AT30 (5 Wo.)AT | CH3 (14 Wo.)CH | Erstveröffentlichung: 10. August 1998                  |
| 1998 | In Heaven Real Good Moments                    | DE22 (10 Wo.)DE | — | CH12 (9 Wo.)CH | Erstveröffentlichung: November 1998                    |
| 1999 | So In Love Real Good Moments                   | DE79 (3 Wo.)DE | — | — | Erstveröffentlichung: 26. April 1999                   |
| 1999 | Forever Tonight Real Good Moments              | DE17 (14 Wo.)DE | — | CH6 (15 Wo.)CH | Erstveröffentlichung: 23. August 1999 mit Kirstin Hall |
| 2000 | Why Goodbye Reflections                        | DE100 (1 Wo.)DE | — | — | Erstveröffentlichung: 27. November 2000                |

Weitere Singles
- 1999: Real Good Moments (I Wanna Thank You)
- 2010: Gelacht Um Nicht Zu Weinen

## Filmografie
- 1995–1999: Verbotene Liebe – Rolle: Frank Levinsky
- 1997: Drei Tage tot – Kurzfilm
- 1998: SOKO 5113: Kalles Kinder
- 1999: Der Kuss meiner Schwester
- 1999–2000: Nesthocker – Familie zu verschenken – Rolle: Oliver Brandt
- 2002: Mutter auf der Palme
- 2003: Im Namen des Gesetzes: Spurlos verschwunden
- 2006–2007: Schmetterlinge im Bauch
- 2006/2007: Sparline – Das Flugimperium kehrt zurück (Co-Regie, Drehbuch und Hauptrolle)
- 2011: Columbus (Regie, Drehbuch und Hauptrolle)
- 2015: SOKO 5113: Und dann kam Alf
- 2015: Bettys Diagnose: Geheimnisse – Rolle: Harald Wiess
- 2016: Rosamunde Pilcher: Lizenz zum Seitensprung – Rolle: Sam Stanton
- 2016: Kreuzfahrt ins Glück: Hochzeitsreise nach Lissabon – Rolle: Florian Mahler
- 2018: Inga Lindström: Entscheidung für die Liebe – Rolle: Robert
- 2018: Einstein: Kompression – Rolle: Andreas Schaat
- 2018: Lindenstraße Gastrolle: Kevin Riedel
- 2019: SOKO Wismar: Tod eines Helden – Rolle: Ralph Tümmler
- 2019: Die Klempnerin: Anderssein hat Persönlichkeit – Rolle: Bernhard Wolters
- 2019: Familie Dr. Kleist: Verantwortungslos – Rolle: Niklas Hauptmann